# Mamma Mia (пісня)
«Mamma Mia» — пісня шведської поп-групи ABBA, написана Бенні Андерссоном, Бйорном Ульвеусом і Стігом Андерсоном, головний вокал якої розділили Агнета Фелтског і Анні-Фрід Лінгстад. Це початковий трек третього альбому групи, однойменного ABBA (1975). Пісня вийшла у вересні 1975 року як шостий сингл. Назва пісні походить від італійської мови, де це вставне слово, яке використовується в ситуаціях подиву, болю чи хвилювання. Це відповідає англійському вставному слову "my, my!" (що справді можна знайти в деяких рядках пісні), але буквально означає «моя мама». Ця пісня стала першою піснею ABBA у Великій Британії після «Waterloo» 1974 року.

## Історія та вплив
Характерним звуком на початку пісні є марімба. За словами біографа Карла Магнуса Палма, інструмент був включений в останню хвилину, доданий після того, як Бенні Андерссон знайшов його в студії та вирішив, що його ритм «тік-так» ідеально підходить для треку.
Композиція «Mamma Mia» була написана вдома у Агнети Фельтског і Бйорна Ульвеуса та стала останнім треком, записаним для альбому ABBA. Це була одна з чотирьох пісень з альбому, для яких був знятий кліп для реклами альбому. Однак спочатку «Mamma Mia» ніколи не планувалося випустити як сингл. Приблизно в цей час багато виконавців записували пісні ABBA (наприклад, «Honey, Honey» і «Bang a Boomerang»), так само ABBA запропонувала «Mamma Mia» британській поп-групі Brotherhood of Man, яка відмовилася.
«I Do, I Do, I Do, I Do, I Do» очолювала австралійські чарти протягом трьох тижнів; проте промо-ролик для «Mamma Mia» став популярнішим після повторних показів на австралійському телебаченні, зокрема Countdown. Австралійська звукозаписна компанія ABBA, RCA, попросила випустити «Mamma Mia» як сингл, але Polar Music відмовила. Однак Стіг Андерсон погодився на це; "Mamma Mia" вийшов в Австралії в серпні 1975 року, де він пробув 10 тижнів на першому місці. Кеш Бокс сказав, що сингл є «прикладом чудового музичного смаку [ABBA]», заявивши, що «мелодія оптимістична, з характерною різноманітністю текстур».
Після цього успіху в Австралії Epic Records у Сполученому Королівстві звернули увагу на ABBA вперше після їхньої перемоги на пісенному конкурсі Євробачення з піснею «Waterloo». Відтоді Epic почали посилено рекламувати сингли ABBA, одразу внаслідок чого «SOS» потрапив до Топ-10 на британському ринку, що стало їх першим хітом після «Waterloo». Невдовзі з’явився сингл «Mamma Mia», який у січні 1976 року посів перше місце в чарті синглів Великої Британії, став другим із 18 синглів гурту ABBA, які потрапили підряд у топ-10.
У Record World заявили, що «причина [пісня стала всесвітнім розгромом] має бути зрозумілою вже після одного прослуховування».
B-стороною для австралійського випуску "Mamma Mia" була пісня  "Hey, Hey Helen". У більшості інших країн B-side був інструментальний «Intermezzo Number 1». Британський лейбл ABBA Epic вибрав «Tropical Loveland» як В-сторону для британського випуску, вважаючи, що інший вокальний трек, особливо той, що демонструє ABBA в іншому музичному стилі, краще рекламуватиме основний альбом.
"Mamma Mia" вважається однією з найкращих пісень ABBA. 2017 року Billboard поставив пісню на сьому сходинку у своєму списку 15 найкращих пісень гурту ABBA, а у 2021 році журнал Rolling Stone поставив пісню на п'яту сходинку у своєму списку 25 найкращих пісень ABBA.
Станом на вересень 2021 року це сьома за популярністю пісня ABBA у Великобританії з 860 000 продажів у чартах (чисті продажі та цифрові потоки).

## Списки треків

### Міжнародний сингл
| #  | Назва              | Автор                           | Тривалість |
| -- | ------------------ | ------------------------------- | ---------- |
| 1. | «Mamma Mia»        | Andersson Ulvaeus Stig Anderson | 3:32       |
| 2. | «Intermezzo No. 1» | Andersson Ulvaeus               | 3:48       |

### Сингл у Великій Британії
| #  | Назва               | Автор                           | Тривалість |
| -- | ------------------- | ------------------------------- | ---------- |
| 1. | «Mamma Mia»         | Andersson Ulvaeus Stig Anderson | 3:32       |
| 2. | «Tropical Loveland» | Andersson Ulvaeus Anderson      | 3:05       |

## Кадри
- Анні-Фрід Лінгстад — головний та бек-вокал
- Агнета Фельтског — головний та бек-вокал
- Бьорн Ульвеус — ритм-гітара та бек-вокал
- Бенні Андерссон — фортепіано, маримба, орган Хаммонда та бек-вокал
- Янні Шаффер — соло-гітара
- Майк Вотсон — бас-гітара
- Роджер Палм — ударні

## Версія A-Teens
«Mamma Mia» — дебютний сингл шведської поп-групи A-Teens. Він вийшов 30 квітня 1999 року Stockholm Records як перший сингл з їхнього дебютного альбому The ABBA Generation (1999). Пісня є кавером на популярний хіт гурту ABBA.
Після випуску він став хітом у Швеції, де він посів перше місце і залишався там вісім тижнів поспіль, отримавши чотириразову платинову сертифікацію.
Під час початкових видань синглу назва гурту з'явилася як ABBA-Teens, але Stockholm Records вважала, що краще було б змінити назву гурту на A-Teens, тому було зроблено нові видання синглу.

### Комерційне виконання
Сингл потрапив до топ-20 у кількох європейських країнах, досягнувши третього місця в Норвегії, дев’ятого у Швейцарії та Нідерландах, 10-го у Німеччині, 12-го у Великобританії та 14-го в Австрії та Фінляндії. Іспанська версія пісні була записана для просування в Латинській Америці та Іспанії. Попри всесвітній успіх, пісня не змогла привернути увагу австралійської публіки, досягнувши 72 місця в чарті синглів ARIA, хоча вона досягла 13 місця в Новій Зеландії.
У Сполучених Штатах сингл посів 63 позицію в Billboard Hot Single Sales Chart, ставши першим синглом гурту, який потрапив у чарт країни.

### Музичне відео
Режисером супровідного музичного кліпу став Хенрік Сільвен, його зняли у Швеції. На ньому зображено A-Teens як офіціантів на художній виставці, і їх пригнічує менеджер; але незабаром вони виявляють, що одна з картин переносить їх на вечірку, де менеджер і меценати, яким він допомагає, також приєднуються до веселощів.

### Щотижневі чарти
| \| Чарти (1999–2000) \| Найвище місце \| \| --------------------------------------------- \| ------------- \| \| Австралія (ARIA)[11] \| 95 \| \| Австрія (Ö3 Austria Top 75)[12] \| 14 \| \| Бельгія (Ultratop Flanders)[13] \| 10 \| \| Canada Adult Contemporary (RPM)[14] \| 74 \| \| Данія (IFPI)[15] \| 1 \| \| Європа (Eurochart Hot 100)[16] \| 22 \| \| Фінляндія (Suomen virallinen lista)[17] \| 14 \| \| Фінляндія (Suomen virallinen singlelista)[18] \| 9 \| \| Франція (SNEP)[19] \| 51 \| \| Німеччина (Media Control AG)[20] \| 10 \| \| Ісландія (Íslenski Listinn Topp 40)[21] \| 20 \| \| Нідерланди (Dutch Top 40)[22] \| 9 \| \| Нідерланди (Mega Single Top 100)[23] \| 7 \| \| Нова Зеландія (RIANZ)[24] \| 13 \| \| Норвегія (VG-lista)[25] \| 3 \| \| Шотландія (Official Charts Company)[26] \| 10 \| \| Іспанія (PROMUSICAE)[27] \| 6 \| \| Швеція (Sverigetopplistan)[28] \| 1 \| \| Швейцарія (Media Control AG)[29] \| 9 \| \| Велика Британія (Official Charts Company)[30] \| 12 \| |               |
| Чарти (1999–2000) | Найвище місце |
| Австралія (ARIA) | 95            |
| Австрія (Ö3 Austria Top 75) | 14            |
| Бельгія (Ultratop Flanders) | 10            |
| Canada Adult Contemporary (RPM) | 74            |
| Данія (IFPI) | 1             |
| Європа (Eurochart Hot 100) | 22            |
| Фінляндія (Suomen virallinen lista) | 14            |
| Фінляндія (Suomen virallinen singlelista) | 9             |
| Франція (SNEP) | 51            |
| Німеччина (Media Control AG) | 10            |
| Ісландія (Íslenski Listinn Topp 40) | 20            |
| Нідерланди (Dutch Top 40) | 9             |
| Нідерланди (Mega Single Top 100) | 7             |
| Нова Зеландія (RIANZ) | 13            |
| Норвегія (VG-lista) | 3             |
| Шотландія (Official Charts Company) | 10            |
| Іспанія (PROMUSICAE) | 6             |
| Швеція (Sverigetopplistan) | 1             |
| Швейцарія (Media Control AG) | 9             |
| Велика Британія (Official Charts Company) | 12            |

### Списки треків
| - Європейський CD сингл 1. "Mamma Mia" (радіо версія) – 3:43 2. "Mamma Mia" (розширена версія) – 5:48 - European maxi-CD single and Australian CD single 1. "Mamma Mia" (radio version) – 3:43 2. "Mamma Mia" (Giuseppe remix) – 5:35 3. "Mamma Mia" (Jam Lab remix) – 3:56 4. "Mamma Mia" (extended version) – 5:48 - UK CD1 1. "Mamma Mia" (radio version) – 3:45 2. "Lay All Your Love on Me" – 4:04 3. "Mamma Mia" (karaoke version) – 3:45 4. "Mamma Mia" (CD-ROM video) | - UK CD2 1. "Mamma Mia" (extended version) – 5:48 2. "Mamma Mia" (The Bold & The Beautiful Glamourmix edit) – 3:46 3. "Mamma Mia" (Trouser Enthusiasts' Undying dub) – 9:20 - UK cassette single 1. "Mamma Mia" (radio version) – 3:45 2. "Mamma Mia" (karaoke version) – 3:45 - US CD and cassette single 1. "Mamma Mia" (album version) – 3:43 2. "Mamma Mia" (extended version) – 5:48 |

### Історія випуску
| Регіон          | Дата                | Формат(и)         | Етикетки  | Ref.   |
| --------------- | ------------------- | ----------------- | --------- | ------ |
| Швеція          | 30 квітня 1999 року | CD                | Стокгольм | [ 28 ] |
| Велика Британія | 23 серпня 1999 року | CD                | Стокгольм | [ 38 ] |
| США             | 28 вересня 1999 р   | Сучасне радіо хіт | MCA       | [ 39 ] |

## Mamma Mia!версія
"Mamma Mia" була записана Меріл Стріп для саундтреку до фільму "Mamma Mia!". Її версія вийшла 8 липня 2008 року разом із рештою саундтреку на Decca та Polydor Records. Його спродюсував Бенні Андерссон.

## Mamma Mia! Here We Go Againверсія
Лілі Джеймс, Джессіка Кінан Вінн і Алекса Девіс записали «Mamma Mia» для саундтреку до фільму «Mamma Mia»! Ось ми знову (Мамма Міа! 2). Їхня версія вийшла 13 липня 2018 року разом із рештою саундтреку Capitol і Polydor Records. Його спродюсував Бенні Андерссон.

## Згадки та виступи в інших ЗМІ
- У 1980 році іспанська версія «Mamma Mia» була включена в альбом Gracias Por La Música.
- У 1999 році виходить однойменний мюзикл Mamma Mia! (зі знаком оклику, щоб відрізнити його назву від заголовної пісні), відкритого в лондонському Вест-Енді, в якому представлено багато пісень групи ABBA, а виробництво поширилося в багатьох інших країнах, лише на Бродвеї відбулося понад 5000 виступів. Прем'єра екранізації відбулася в кінотеатрах у 2008 році.
- ABBA виконує частини пісні наживо у фільмі ABBA: The Movie (1977).
- Ця пісня звучить у фільмі «Пригоди Прісцилли, королеви пустелі» (1993), який був знятий в Австралії, де цей сингл досяг найбільшого успіху.
- Пісню можна почути в іншому австралійському фільмі «Весілля Мюріель» (1994).
- Цю пісню можна почути в епізоді That '70s Show "No Quarter". Джекі грає, намагаючись заснути, до роздратування Донни.
- В епізоді другого сезону телевізійної драми «Юридична справа Бостона» персонаж Айвен Тіггз у виконанні Тома Селлека посилається на пісню у відповідь на те, що його наречений вривається в репліку з «Королеви танців».[40]
- Обкладинка A-Teens використовується як початкова тема німецької реаліті-програми Frauentausch.
- 5 грудня 2010 року в британському опитуванні щодо улюбленої пісні групи ABBA ця пісня посіла 6 місце.
- Австралійський серіал надіслав це відео у своєму другому сезоні в 1990 році з Джейн Тернер і Джиною Райлі в ролях Агнети та Анні-Фрід відповідно.
- Шер записала пісню для свого кавер-альбому ABBA «Dancing Queen».
- У 2019 році Джош Тернер Guitar випустив на YouTube кавер на пісню ABBA «Mama Mia» з Джошуа Лі Тернером у ролі вокаліста та гравця на банджо? ... Банджо гравець! і Карсон Маккі, який грає на акустичній гітарі та співає резервний вокал. Це популярне відео має понад 1 мільйон переглядів.[41]
- У 2018 році Остін Вебер завантажив свій кавер на пісню на Youtube, де він переробив пісню за допомогою синтезаторної клавіатури, записав власний вокал і танцював під нього під час перебування в Кіото, Японія. Ця популярна обкладинка набрала понад 9,3 мільйона переглядів.[42]
- У 2020 році Габі ДеМартіно виконала кавер на пісню разом із піснею «The Name Of The Game» під назвою «Mamma Mia 2 Medley» у своїй дебютній розширеній п’єсі Gabroadway.